# تنیو (دوره)
تنیو (به ژاپنی: 天養 Ten'yō) نام یک عصر تاریخی ژاپنی (نِنگُو) بود. این عصر بعد از کوجی و قبل از
کیوآن قرار داشت و از فوریه ۱۱۴۴ تا ژوئیه ۱۱۴۵ میلادی به طول انجامید. در طی این عصر کونوئه، امپراتور ژاپن بود.